# Harold Dow Bugbee
Harold Dow Bugbee (Lexington, 15 agosto 1900 – Clarendon, 27 marzo 1963) è stato un artista, illustratore e pittore statunitense, curatore del Panhandle-Plains Historical Museum di Canyon.
Originario del Massachusetts, si trasferì presto in Texas, dove divenne uno dei maggiori pittori locali. Nei suoi quadri rappresentava soprattutto scene di vita nelle Grandi Pianure americane.